# Андерсон, Филип Уоррен
Фи́лип Уо́ррен А́ндерсон (англ. Philip Warren Anderson; 13 декабря 1923, Индианаполис — 29 марта 2020, Принстон) — американский физик-теоретик, нобелевский лауреат (1977). Внёс большой вклад в физику конденсированного состояния, в частности в теорию андерсоновской локализации, теорию антиферромагнетизма и теорию высокотемпературной сверхпроводимости.
Доктор, профессор Принстона. 35 лет проработал в лабораториях Белл. Член Национальной академии наук США (1967) и Американского философского общества (1991). Иностранный член Лондонского королевского общества (1980) и Российской академии наук (1994). Удостоен Национальной научной медали США (1982).

## Биография
Вырос в городе Урбана (штат Иллинойс). Поступил в Гарвардский университет, писал свой диплом под руководством Джона Хасбрука ван Флека; прерывался во время войны на работу в исследовательской лаборатории ВМС США.
С 1949 по 1984 год работал в лабораториях фирмы Белл в Нью-Джерси над большим кругом проблем в физике конденсированных сред. В этот период он открыл концепцию локализации — идею, которая расширила число состояний, которые могут быть локализованы за счёт присутствия дефектов в системе; гамильтониан Андерсона, который описывает электроны в переходном металле; механизм Хиггса для генерирования массы элементарных частиц; а также псевдоспиновый подход в теории сверхпроводимости Бардина — Купера — Шриффера.
С 1967 по 1975 год Андерсон был профессором теоретической физики в Кембриджском университете. В 1977 году он был награждён Нобелевской премией по физике за исследования по электронной структуре магнитных и неупорядоченных структур, которые дали толчок развитию электронных переключателей и устройств памяти в компьютерах. Его коллеги сэр Невилл Фрэнсис Мотт и Джон ван Флек разделили с ним премию. В 1984 году он уволился из лабораторий Белла стал эмерит-профессором физики в Принстонском университете.
Поставил свою подпись под «Предупреждением учёных человечеству» (1992) и под «Третьим гуманистическим манифестом» (2003).
Является сертифицированным мастером первой степени по го.
Член Американской академии искусств и наук (1963). Фелло Американской ассоциации содействия развитию науки (1980).

## Награды и премии
- Премия Оливера Бакли (1964)
- Премия имени Дэнни Хайнемана (1975)
- Нобелевская премия по физике (1977)
- Медаль и премия Гутри (1978)
- Национальная научная медаль США (1982)
- Премия Джона Бардина (1997)

## Публикации
Книги
- Anderson P.W. Concepts in solids: Lectures on the theory of solids. — Benjamin, 1963. — ISBN 981-02-3231-4.
- Anderson P.W. Basic notions of condensed matter physics. — Benjamin/Cummings, 1984. — ISBN 0-201-32830-5.
- Anderson P.W. A career in theoretical physics. — World Scientific, 1994, 2005.
- Anderson P.W. The theory of superconductivity in the high-Tc curprates. — Princeton University Press, 1997.
- Anderson P.W. More and different: Notes from a thoughtful curmudgeon. — World Scientific, 2011.

Основные статьи
- Anderson P.W. Antiferromagnetism. Theory of superexchange interaction // Physical Review. — 1950. — Vol. 79. — P. 350-356. — doi:10.1103/PhysRev.79.350.
- Anderson P.W., Hasegawa H. Considerations on double exchange // Physical Review. — 1955. — Vol. 100. — P. 675-681. — doi:10.1103/PhysRev.100.675.
- Anderson P.W. Absence of diffusion in certain random lattices // Physical Review. — 1958. — Vol. 109. — P. 1492-1505. — doi:10.1103/PhysRev.109.1492.
- Anderson P.W. Localized magnetic states in metals // Physical Review. — 1961. — Vol. 124. — P. 41-53. — doi:10.1103/PhysRev.124.41.
- Anderson P.W. Plasmons, gauge invariance, and mass // Physical Review. — 1963. — Vol. 130. — P. 439-442. — doi:10.1103/PhysRev.130.439.
- Anderson P.W., Halperin B.I., Varma C.M. Anomalous low-temperature thermal properties of glasses and spin glasses // Philosophical Magazine. — 1972. — Vol. 25. — P. 1-9. — doi:10.1080/14786437208229210.
- Anderson P.W. More is different // Science. — 1972. — Vol. 177. — P. 393-396. — doi:10.1126/science.177.4047.393.
- Anderson P.W. Resonating valence bonds: A new kind of insulator? // Materials Research Bulletin. — 1973. — Vol. 8. — P. 153-160. — doi:10.1016/0025-5408(73)90167-0.
- Edwards S.F., Anderson P.W. Theory of spin glasses // Journal of Physics F: Metal Physics. — 1975. — Vol. 5. — P. 965-974. — doi:10.1088/0305-4608/5/5/017.
- Anderson P.W. Local moments and localized states (Nobel lecture) // Science. — 1978. — Vol. 201. — P. 307-316. — doi:10.1126/science.201.4353.307. Перевод: Андерсон Ф. Локальные моменты и локализованные состояния (Нобелевская лекция) // УФН. — 1979. — Т. 127. — P. 19-39. — doi:10.3367/UFNr.0127.197901b.0019.
- Abrahams E., Anderson P.W., Licciardello D.C., Ramakrishnan T.V. Scaling theory of localization: Absence of quantum diffusion in two dimensions // Physical Review Letters. — 1979. — Vol. 42. — P. 673-676. — doi:10.1103/PhysRevLett.42.673.
- Anderson P.W. The resonating valence bond state in La2CuO4 and superconductivity // Science. — 1987. — Vol. 235. — P. 1196-1198. — doi:10.1126/science.235.4793.1196.